# Алькала-де-Гуадаїра
Алькала-де-Гуадаїра (ісп. Alcalá de Guadaíra) — муніципалітет в Іспанії, у складі автономної спільноти Андалусія, у провінції Севілья. Населення — 71 740 осіб (2010).
Муніципалітет розташований на відстані близько 390 км на південний захід від Мадрида, 14 км на південний схід від Севільї.
На території муніципалітету розташовані такі населені пункти: (дані про населення за 2010 рік)
- Ель-Асебучаль: 3060 осіб
- Алькала-де-Гуадаїра: 65929 осіб
- Гандуль-Марченілья: 202 особи
- Ла-Соледад: 2223 особи
- Трухільйо - Кабеса-де-Сордо: 326 осіб

## Демографія
Динаміка населення (INE ):

## Галерея зображень

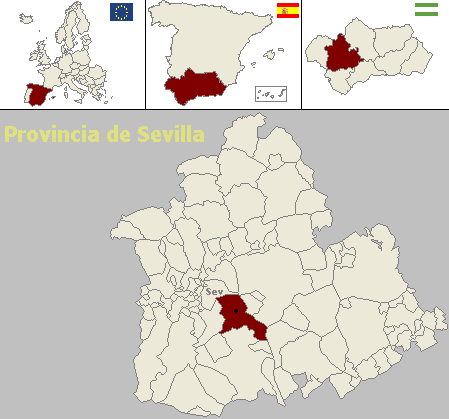
Розташування муніципалітету Алькала-де-Гуадаїра у провінції Севілья
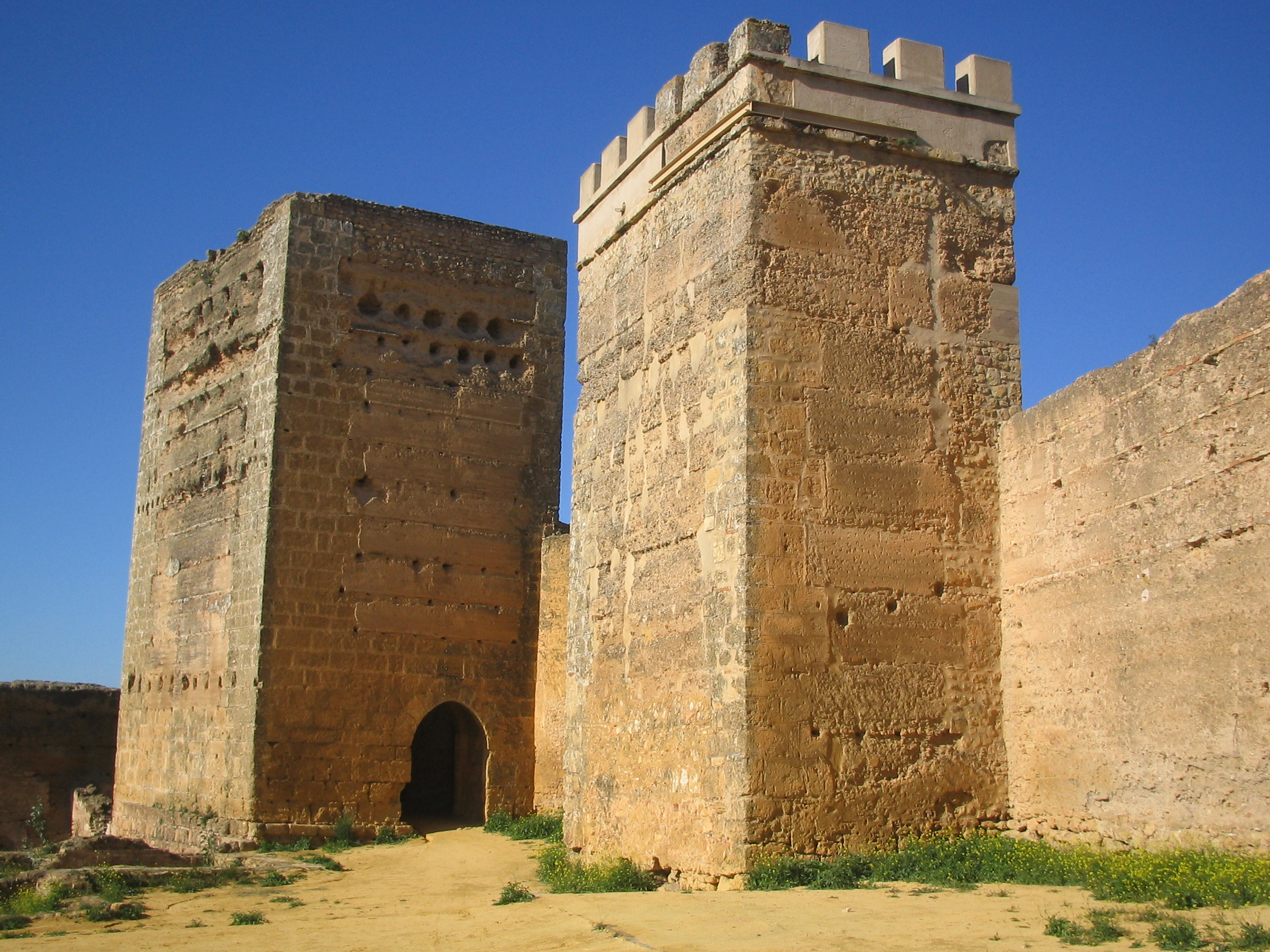
Вежі фортеці в Алькалі
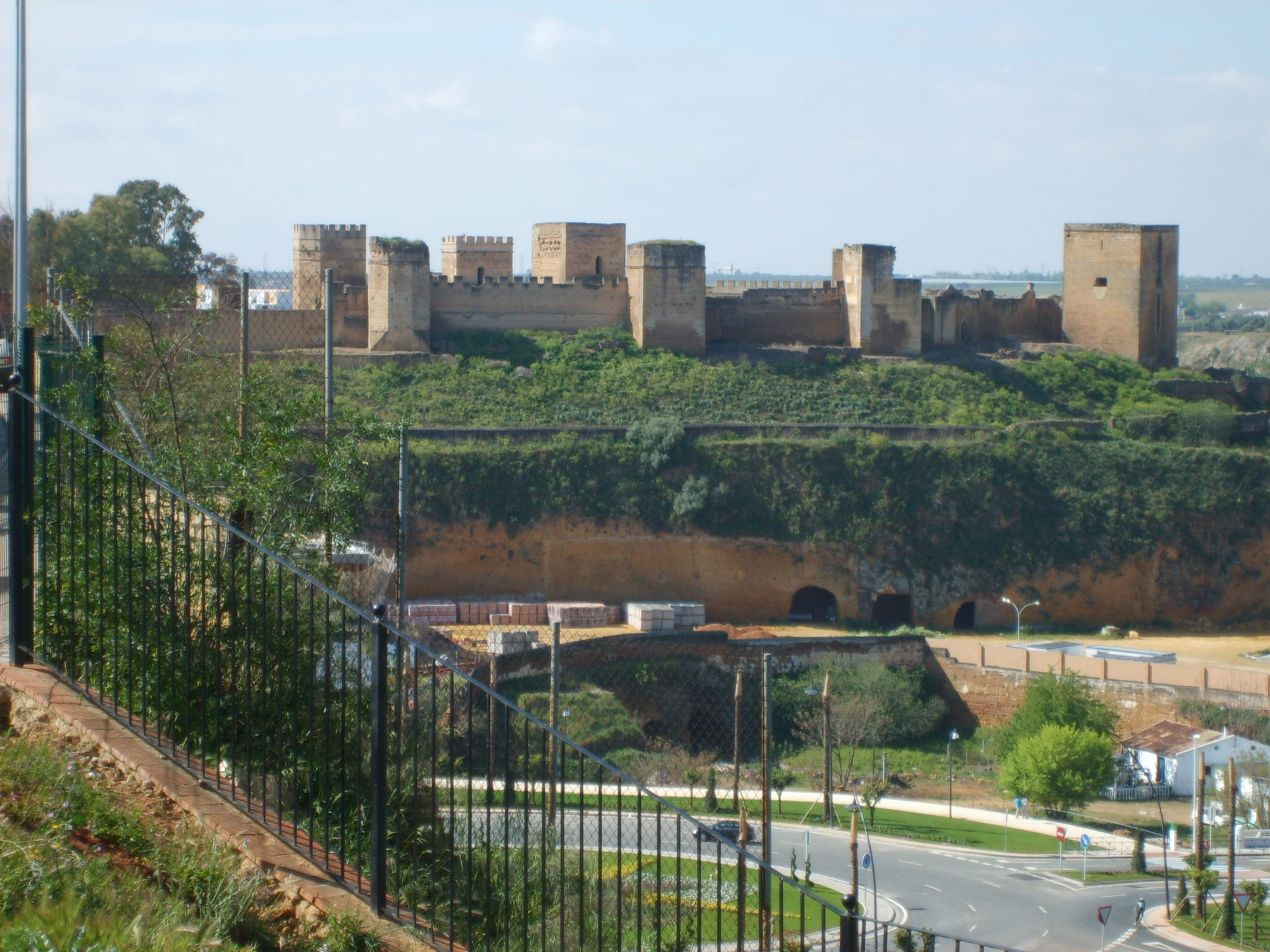
Замок в Алькалі